# MME
MME (англ. MultiMedia Extensions — мультимедійні розширення) — сімейство програмних інтерфейсів (API) системи Windows для роботи з мультимедійними пристроями (переважно звуковими платами) і файлами.
Сімейство MME було анонсовано в Windows 3.0, і спочатку включало такі засоби:
- відтворення й запис оцифрованого звуку
- передача й прийом повідомлень MIDI
- керування мікшером звукової плати (регулювання гучності, тембра, перемикання каналів тощо)
- одержання інформації про стан джойстиків
- робота з таймером реального часу
- читання й створення файлів формату RIFF

Згодом в MME були додані засоби роботи із глобальними звуковими ефектами (gfx).
Засоби роботи із цифровим звуком MME включають операції як низького рівня (доступ до звукового пристрою, вибір режимів роботи, запуск/зупинка потоку, переміщення буферів даних), так і високого (відтворення звукового файлу однією командою, організація простого потоку). Група операцій високого рівня об'єднана в окремий інтерфейс за назвою MCI.
Засоби MME для роботи з оцифрованим звуком (англ. Waveform Audio) розроблялися, як універсальний і простий засіб відтворення й запису звуку. Завдяки цьому вони добре підходять для потокової роботи з досить довгими звуковими сигналами, але обмежено застосовні в умовах реального часу, коли необхідно дотримуватися жорстких часових характеристик. Для цих цілей краще підходить інтерфейс DirectSound.
В системах Windows версій 3, 95 і NT 3/4 використовувалися спеціальні змінні (англ. installable) мультимедійні драйвери режиму користувача (англ. user-mode). Більшість таких драйверів працювали у парі з відповідними драйверами режиму ядра (англ. kernel-mode). При цьому драйвери систем Windows 3/95 і NT 3/4 були несумісні між собою, а для роботи інтерфейсу DirectSound в драйверах для Windows 95 додатково була потрібна спеціальна підтримка.
Починаючи з версій Windows 98/2000, були введені універсальні драйвери WDM, які могли використовуватись у всіх системах, до того ж автоматично підтримували DirectSound. Разом з цим, до появи Windows Vista можна було використовувати й MME-драйвери. В Windows Vista підтримка MME-драйверів припинена.